# Flughafen Leipzig-Mockau

i7
i11
i13
Der Flughafen Leipzig-Mockau (damaliger ICAO-Code: ETLM) war der erste zivile Flughafen Leipzigs. Er wurde 1913 als Luftschiffhafen und Fliegerstation in Betrieb genommen. Im Ersten und Zweiten Weltkrieg existierten auf dem Gelände Produktionsanlagen für die Flugzeug-Rüstungsindustrie, und der Platz diente als Werksflugplatz. Bis zu seiner Stilllegung 1991 wurde der Mockauer Flughafen zivil genutzt.

## Planung

Logo der LEFAG

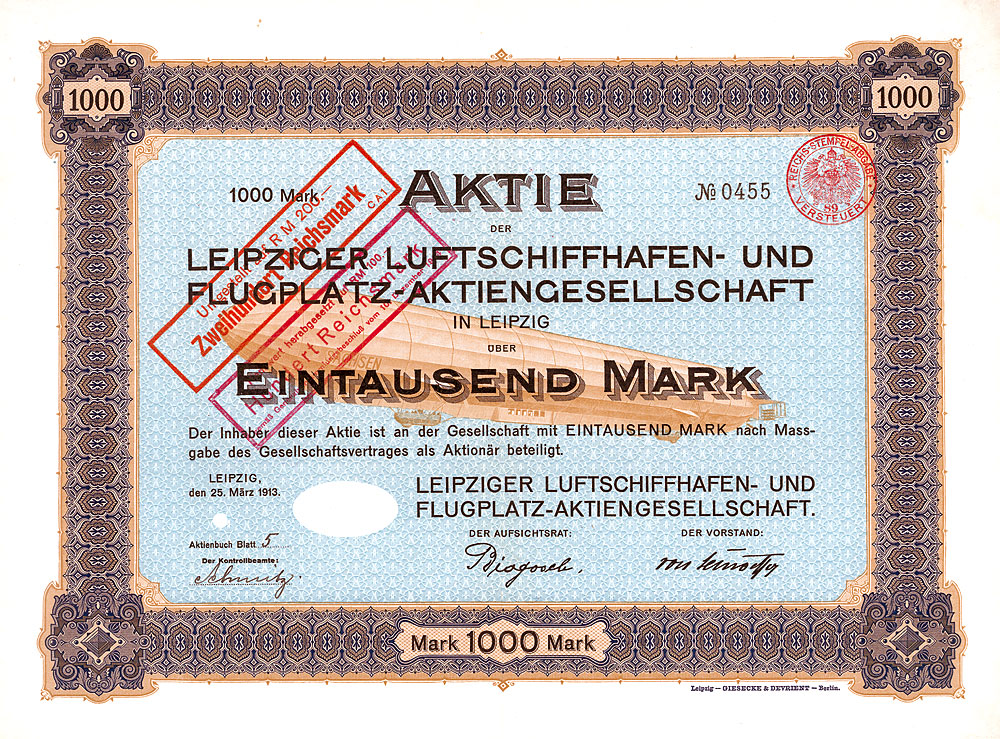
Aktie der LEFAG (1913)

Nachdem 1911 in Lindenthal bei Leipzig Sachsens erster ziviler Flugplatz eröffnet hatte, nahm man auch in der Stadt selbst Planungen für einen Flughafen auf.
Leipziger Bürger gründeten eine Gesellschaft mit dem Ziel, eine Luftschiffhafen-Aktiengesellschaft ins Leben zu rufen. Es konnten Aktien für 937.000 Mark gezeichnet werden und am 15. März 1913 die Leipziger Luftschiffhafen- und Flugplatz-Aktiengesellschaft (LEFAG) mit einem Grundkapital von 1,2 Millionen Mark gegründet werden.
Nachdem die Stadt Leipzig nach dem Tod von Adolph Andreas Friedrich Gontard (1834–1909), Besitzer des Ritterguts Mockau, von dessen Witwe 1912 das Rittergut erworben hatte, stellte sie der Aktiengesellschaft 112 Hektar der Fläche für 30 Jahre unentgeltlich zur Verfügung. 
Die Stadt übernahm die Erschließungskosten für das auf der Flur des 1915 eingemeindeten Mockau befindliche Flugplatzgelände und gewährte eine jährliche Beihilfe von 20.000 Mark.

## Eröffnung

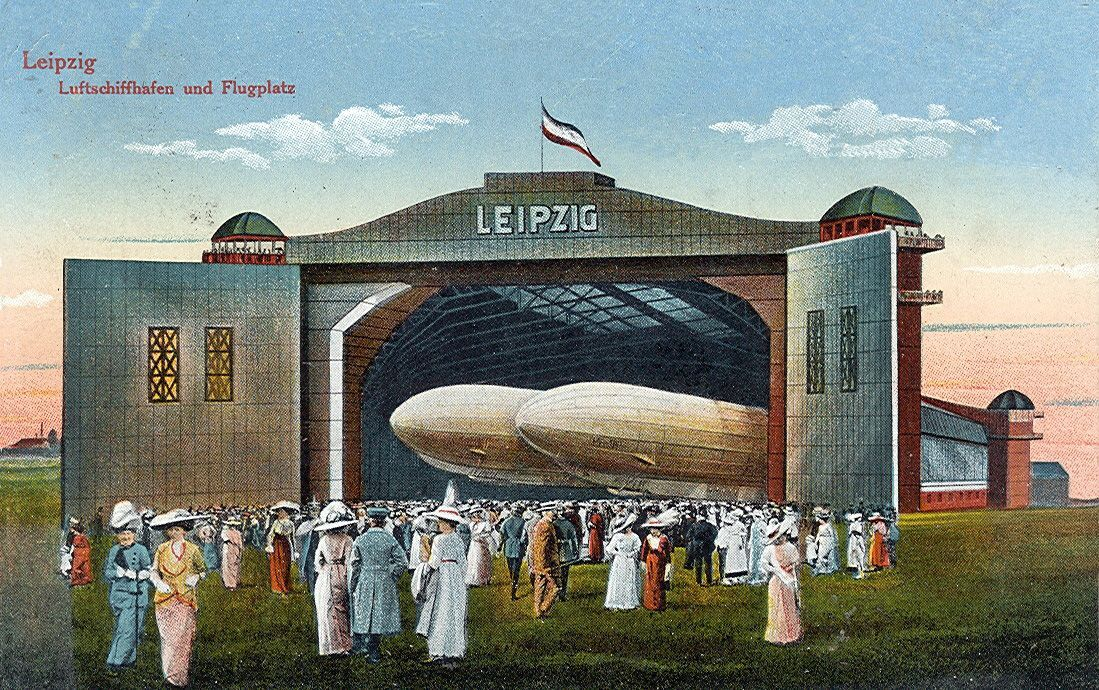
Luftschiffhalle auf dem Luftschiffhafen und Flugplatz Leipzig

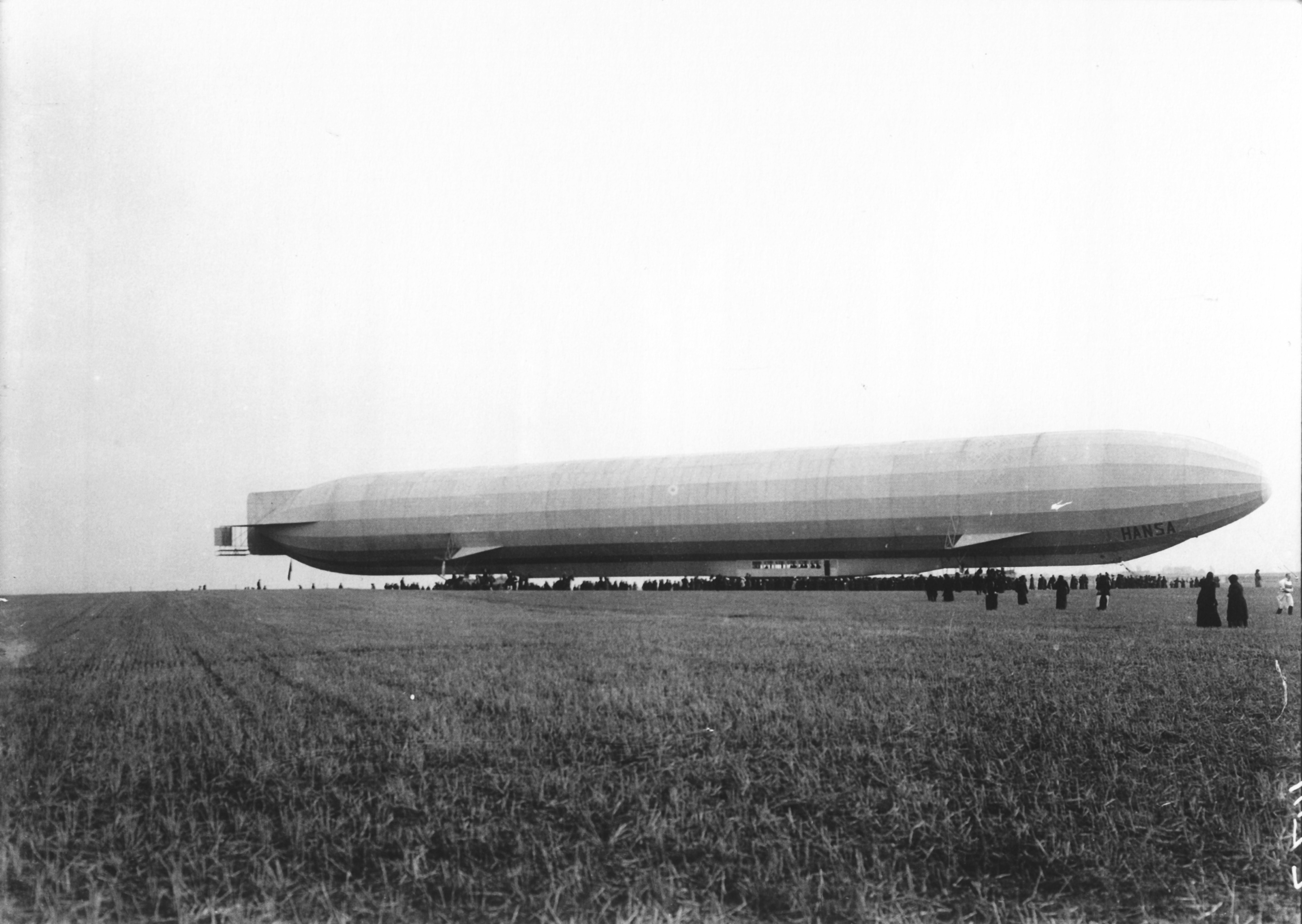
Das Luftschiff LZ 13 Hansa auf dem Luftschiffhafen und Flugplatz Mockau

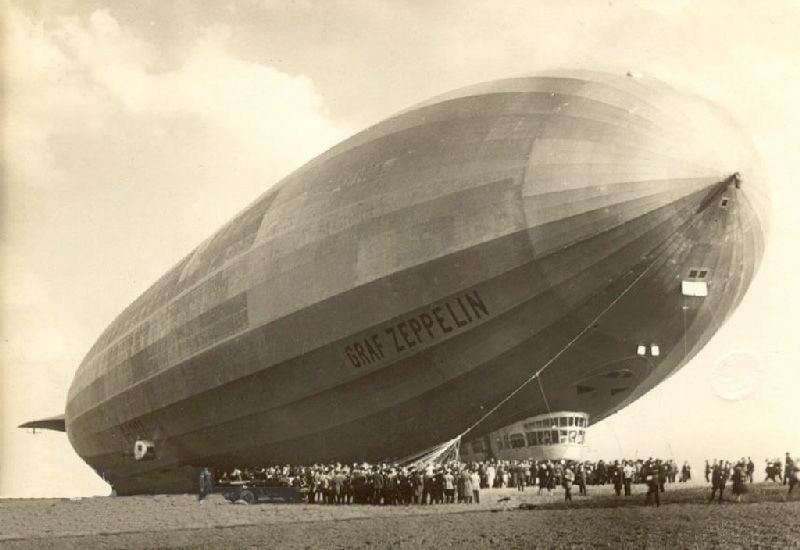
LZ 127 „Graf Zeppelin“
am 5. Oktober 1930 in Mockau

Am 1. Januar 1913 begann die Firma Seibert aus Saarbrücken mit dem Bau einer Luftschiffhalle nach den Plänen des Leipziger Bauingenieurs Paul Ranft (1854–1938). Die in der Mitte des Platzes als Stahlkonstruktion ausgeführte Halle hatte eine Grundfläche von 193 m × 77 m, die lichte Höhe betrug 25 m bei einer Firsthöhe von 32 m. Die Halle mit einer Nutzfläche von 17.765 m² bot Platz für zwei Zeppelin-Luftschiffe. Die Baukosten der damals größten Luftschiffhalle der Welt betrugen 850.000 Mark.
Die Einweihung der Luftschiffhalle fand am 22. Juni 1913 statt. Dazu reiste der greise Graf Zeppelin an, der an Bord des aus Potsdam kommenden Zeppelins LZ 17 Sachsen und dessen Begleitschiff LZ 11 Viktoria Luise gegen 15:30 Uhr eintraf. Der sächsische König Friedrich August III. weihte die Halle ein und eröffnete den Luftschiffhafen und Flugplatz Leipzig. Bis zum Ende des Jahres wurden mit Luftschiffen von Mockau aus 110 Passagierfahrten unternommen und bis zum Beginn des Ersten Weltkrieges ein Jahr später waren es 58. In der Luftschiffhalle waren die zwei Zeppeline LZ 13 Hansa und LZ 17 Sachsen untergebracht.

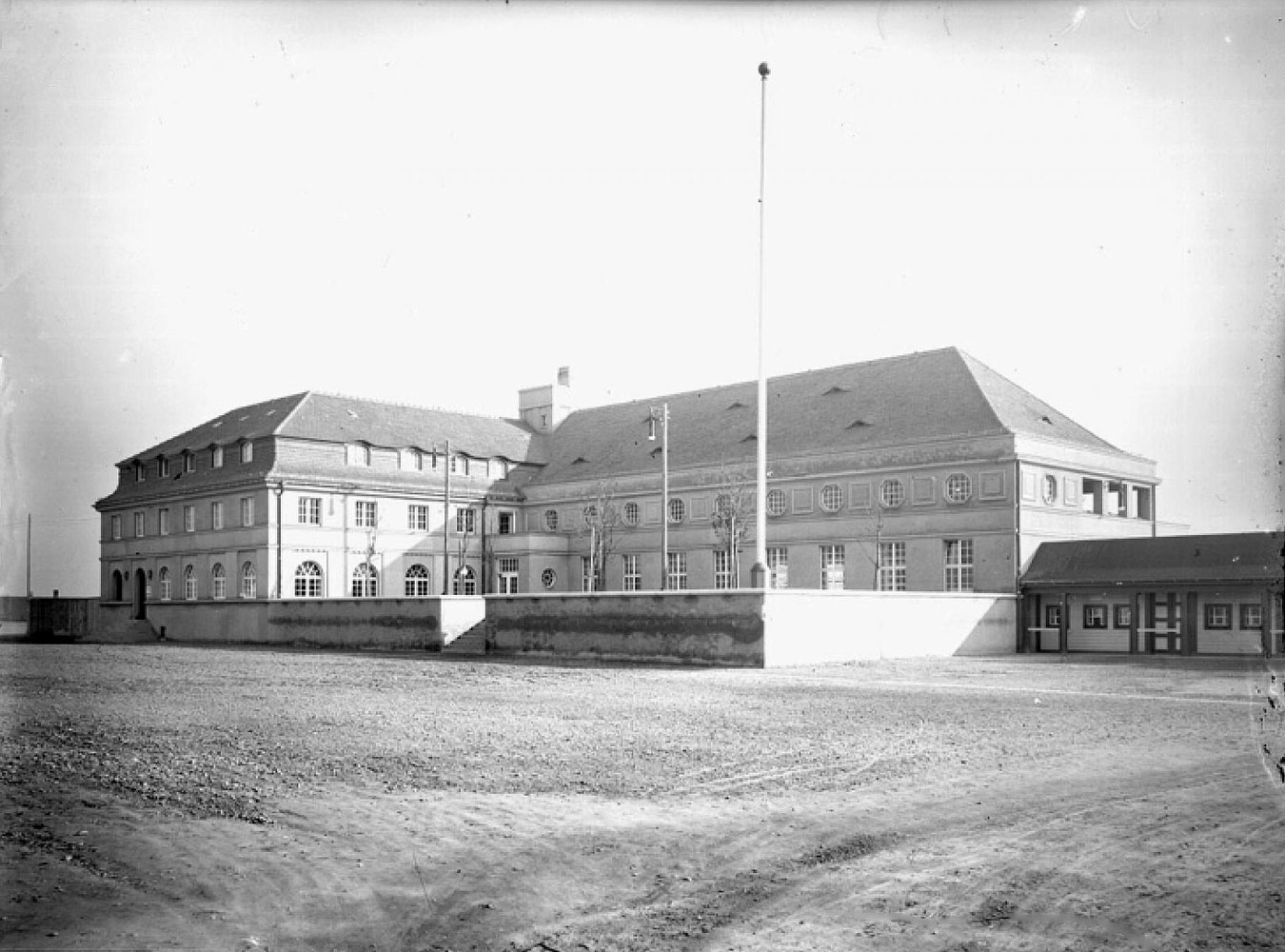
Fliegerheim (erbaut 1913)

Ebenfalls 1913 wurde nach den Plänen von Stadtbaurat Otto Wilhelm Scharenberg an der Dübener Landstraße Deutschlands erstes Flughafenhotel errichtet, das Fliegerheim genannt wurde. Im Erdgeschoss des Baus befand sich ein Restaurant mit großem Saal. Ein Fliegerheim mit Schlafräumen, Bädern und einem Offizierskasino war in der ersten Etage. Außerdem gab es zum Flugfeld hin eine offene Terrasse. Das heute leerstehende Gebäude zählt zu den wenigen erhaltenen massiven Bauten aus der Anfangszeit der Luftfahrt.

## Im Ersten Weltkrieg
Mit dem Beginn des Krieges wurde der Flughafen nur noch militärisch genutzt. Die Luftschiffhalle diente ab 1915 als Werfthalle. Dort baute ab dem 15. März Schütte-Lanz Militärluftschiffe. Das letzte von insgesamt sieben Stück, SL 16, startete am 18. Januar 1917 zu seiner ersten Fahrt. Kurz Zeit danach stürzte die Halle wahrscheinlich infolge zu hoher Schnee- und Eislast am 8. Februar 1917 bei einem Sturm ein. Bei der anschließenden Explosion, ausgelöst durch ausströmendes Traggas, brannte sie vollständig nieder. Das in der Halle befindliche Heeresluftschiff SL 13 wurde ebenso wie das im Bau befindliche SL 18 vollständig zerstört.
Auf dem Luftschiffhafen Leipzig waren 1914 der Bayerische Luftschiffertrupp Nr. 1 und das der Marine-Luftschiffabteilung Nordholz unterstellte III. Marine-Luftschiff-Detachement stationiert. Auch Militärluftschiffe wie die Heeres-Zeppeline Z VI und Z III lagen in Mockau im Hafen. Bis 1915 diente der Luftschiffhafen der Kaiserlichen Marine.
Im Ersten Weltkrieg richteten auf dem Mockauer Flughafen das erste Mal einige Flugzeughersteller Fabriken zur Rüstungsproduktion ein. Es waren dies die Deutsche Flugzeug-Werke GmbH (DFW), die Germania-Flugzeugwerke GmbH und die Automobil und Aviatik AG.
Nach dem Krieg wurden die Tore der Flugzeughallen zugemauert, damit sie gemäß den Bedingungen des Versailler Vertrages nicht mehr zum Unterstellen von Flugzeugen genutzt werden konnten.

## In den 1920er Jahren

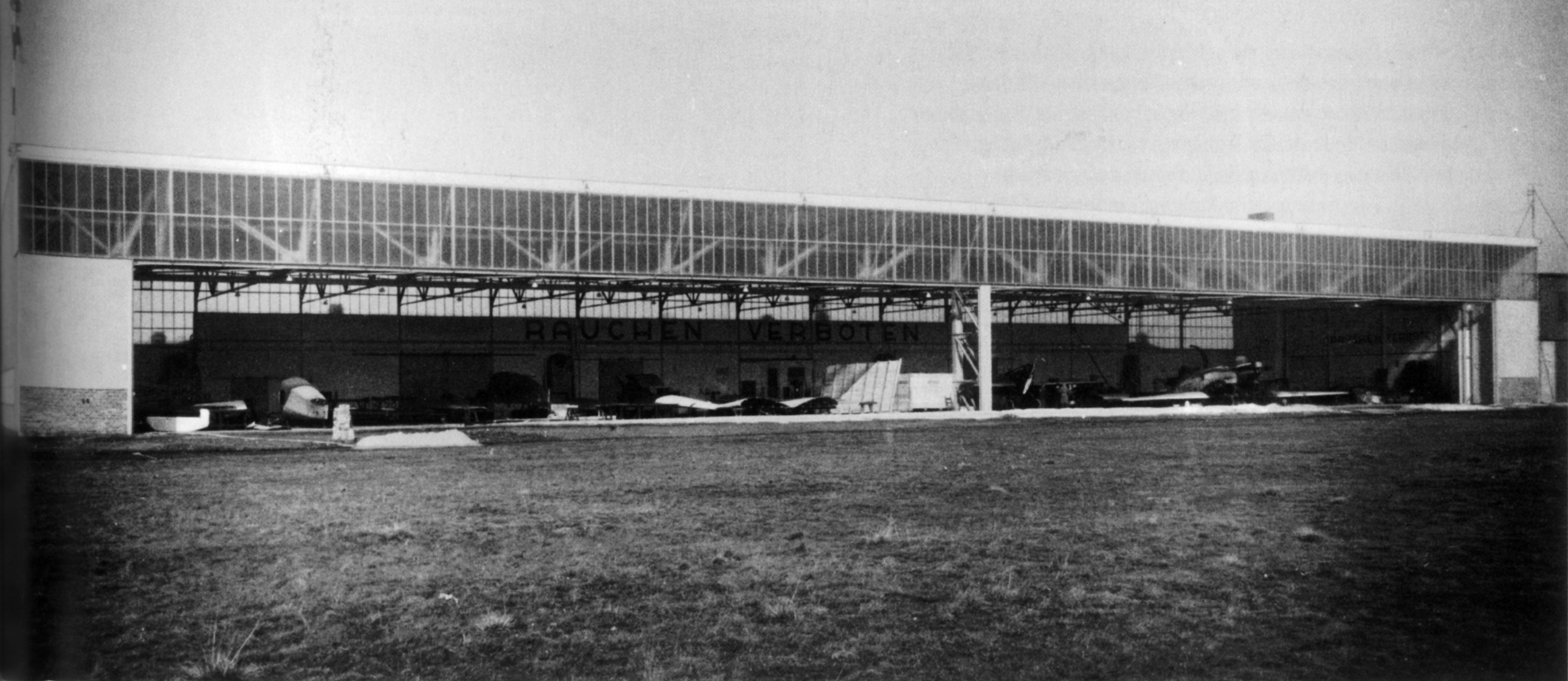
Halle III der Junkers-Flugzeugwerft (erbaut 1928/1929)

Ansicht des Verwaltungsgebäudes vom Rollfeld aus

Der Leipziger Stadtrat beschloss am 21. Mai 1922, für den Ausbau des Flughafens mehrere Millionen Mark zur Verfügung zu stellen. Reichspräsident Friedrich Ebert eröffnete am 7. März 1923 den Flughafen Mockau als „Weltflughafen“ wieder. Der Flughafen erstreckte sich nun nördlich bis auf Seehausener Territorium, die Grenze zwischen Leipzig und Seehausen verlief etwa in der Mitte des Platzes. 1926 wurden der Nachtflugverkehr sowie ein Messeflugdienst aufgenommen. Bis 1929 wurde er mit allen für einen Verkehrsflughafen erforderlichen baulichen und technischen Anlagen ausgerüstet. Wenige Jahre nach Gründung der Deutschen Luft Hansa 1926 trat der Mockauer Flughafen hinter den neuen Flughafen in Schkeuditz, das in der damals preußischen Provinz Sachsen lag, zurück.
1928–1929 wurde vom Leipziger Architekten Georg Wünschmann das neue Verwaltungsgebäude der LEFAG erbaut, ein zweigeschossiger Stahlbeton-Flachbau mit Klinkerfassade im Stil der Moderne. Diesem Bau sollten vier weitere gleiche Blöcke folgen, die jedoch nicht ausgeführt wurden. Im Erdgeschoss des Verwaltungsgebäudes befanden sich eine Abfertigungshalle für Fluggäste, Büros der Fluggesellschaften, die Flughafenverwaltung sowie die Luftpolizei. Auf dem Dach gab es eine dreistufige Terrasse. An den beiden dem Flugfeld zugewandten Gebäudeecken befand sich je ein verglaster Treppenturm. Von 1928 bis 1932 hatte die Junkers-Luftbildzentrale ihren Sitz im Flughafen-Verwaltungsgebäude.
Die Junkers Flugzeugwerk AG Dessau (Jfa) errichtete eine zentrale Reparaturwerft. Dazu begann im Frühjahr 1928 der Bau der großen Flugzeughalle III nach einem gemeinsamen Entwurf von LEFAG und Jfa, die am 16. November 1928 eröffnet wurde. An die mit zwei elektrisch beweglichen Schiebefalttoren von je 45 m Länge ausgerüstete 100 m × 30 m große Halle mit einer Höhe von sieben Metern schlossen die Werkstätten an, sodass sich eine Grundfläche von 1200 m² ergab. 1929 wurde die Werft in Gegenwart von Hugo Junkers eingeweiht. Die fast gleichzeitig ausbrechende Weltwirtschaftskrise schränkte den Betrieb jedoch von Beginn an stark ein. Nachdem die Jfa im März 1932 die Subventionszahlungen eingestellt hatte, musste die Leipziger Junkers-Werft am 30. Juni geschlossen werden.

## Vor dem und während des Zweiten Weltkriegs
Seit 1933 war der Mockauer Flughafen Austragungsort der NS-„Volksflugtage“. Im März 1933 wurde mit Unterstützung der NS-Regierung die Junkers-Flugzeugwerft wiedereröffnet. Seit dem 7. November 1935 nutzte die neu geschaffene Luftwaffe das Gelände und gründete 1938 eine Fliegerwaffenschule, die bis 1944 bestand. 
Seit 1936 wurden im Zuge der Aufrüstung der Wehrmacht Betriebe der Luftrüstung errichtet: am nördlichen Rand des Platzes (Seehausener Straße, Ortsteil Seehausen) das Werk 3 der Allgemeinen Transportanlagen-Gesellschaft (ATG), im Südosten (Vierzehn-Bäume-Weg, Ortsteil Mockau) das Werk II des Erla Maschinenwerks und ein Zweigbetrieb der Mitteldeutschen Motorenwerke (MiMo), die in ihrem zwischen Portitz und Taucha gelegenen Stammwerk Flugmotoren herstellten. Auch die Junkers Flugzeug- und Motorenwerke erweiterten zwischen 1936 und 1938 ihre Werft Leipzig-Mockau. An der südwestlichen Platzgrenze am verlängerten Ostmarkenweg (nordwestlich des heutigen Walter-Albrecht-Weges, Ortsteil Mockau) entstand eine neue Reparaturwerft für 2000 bis 3000 Beschäftigte mit zwei Montage- bzw. Rüsthallen; für das Verwaltungsgebäude war am 4. September 1937 Richtfest. Die Grundstücke blieben im Besitz der LEFAG, die mit den Rüstungsbetrieben Nutzungsverträge abgeschlossen hatte.
Im September 1939 verlegte mit dem Beginn des Zweiten Weltkrieges eine Flugzeugführerschule (FFS C 7) vom Fliegerhorst Celle-Wietzenbruch nach Mockau, blieb jedoch nur wenige Wochen und verlegte noch vor Weihnachten 1939 nach Finsterwalde.
Bei den alliierten Luftangriffen auf Leipzig war der Mockauer Flughafen mit seinen Rüstungsbetrieben Zielobjekt. Erstmals in der Nacht vom 25. zum 26. August 1940 starteten Bomber der britischen Royal Air Force (RAF) mit dem Ziel Erla-Werke und Flughafen Mockau, sie verflogen sich jedoch und fanden ihre Ziele nicht. Auch am 20. Oktober 1943 blieben bei einem Großangriff auf Leipzig aufgrund schlechter Wetterbedingungen die Luftrüstungsbetriebe unversehrt. Beim schwersten Luftangriff am 4. Dezember 1943, bei dem etwa 2000 Menschen den Tod fanden, war dann erstmals auch die Flugzeugindustrie betroffen. Bei ATG, Junkers und Erla wurden eine große Anzahl von Rümpfen und Flugzeugen vernichtet bzw. beschädigt, insgesamt aber waren die wirtschaftlichen Ausfälle nicht schwerwiegend. Erst beim Angriff am 20. Februar 1944 zu Beginn der „Big Week“ führten die United States Army Air Forces (USAAF) einen Hauptschlag gegen den Flughafenkomplex Mockau. Es fielen Bomben auf fast alle Leipziger Flugzeugwerke, wobei schwerste Zerstörungen am Flughafen Mockau entstanden. Weitere Angriffe auf Flughafen und Werksanlagen flogen die USAAF am 29. Mai und am 20. Juli 1944. Dennoch konnten die Alliierten die Leipziger Luftfahrtindustrie nicht vollständig ausschalten.
Die Luftwaffe ordnete im April 1945 die Sprengung der weitgehend verschont gebliebenen Start- und Landebahn an. Die Betonflächen wurden schon vermint, die Sprengung jedoch nicht mehr ausgeführt. Seit dem 14. April flogen die USAAF Platzangriffe auf den Flughafen; erst zu diesem Zeitpunkt erfolgte bei Erla die endgültige Einstellung der Produktion, ATG und Junkers hatten sie schon wenige Tage zuvor beendet. Der Flughafen wurde am 19. April 1945 von amerikanischen Truppen eingenommen und stand seit dem 1. Mai 1945 offiziell unter amerikanischer Besatzung. Das Gelände wurde durch das 818th EAB (Flugplatz-Baubataillon) wieder hergerichtet und bis zum 15. Juni nur sehr eingeschränkt genutzt.
Anfang Juli 1945 wurde der Flugplatz an die Rote Armee übergeben. Die SMAD ließ zunächst die Verminung der Start- und Landebahn beseitigen und begann 1946 mit der Demontage aller Industrieanlagen von Erla, ATG und Junkers. Bis Ende 1948 waren alle Hallen und Werksanlagen verschwunden, der gewonnene Stahl als Reparationsleistung in die Sowjetunion verbracht und die Roll- und Abstellflächen gesprengt.
Schon im Herbst 1945 begann in Mockau wieder der Flugbetrieb der Roten Armee. Stationiert waren A-20-Bomber des 8. Garde-Bombenfliegerregiments. Eine Dauerstationierung des sowjetischen Militärs hat es auf dem Flughafen Mockau nicht gegeben.

## Nach 1945

Flughafendiagramm (Stand: 1. November 1965)

Das Flugplatzgelände blieb zunächst im Wesentlichen ungenutzt. 1946/1947 musste die LEFAG zum Anbau von Gemüse, Kartoffeln und Tabak Land verkaufen und verpachten. Landwirtschaftlich konnten die Flächen nur kurz genutzt werden, denn 1949 ordneten die Behörden die Räumung der Grundstücke an, da der Platz wieder für den Messeflugverkehr genutzt werden sollte. Das Messeamt stellte einen Antrag an die SMAD, um „Flugzeuge mit ausländischen Einkäufern“ empfangen zu können. Es folgte die sofortige Anordnung, bis zum 20. August 1949 die Vorbereitungen zur Aufnahme eines Messesonderdienstes abzuschließen. So nahm am 29. August 1949 mit der Landung einer Douglas DC-3 der ČSA zur Leipziger Herbstmesse die zivile Luftfahrt der Nachkriegszeit ihren Anfang auf dem Flughafen Leipzig-Mockau. Die Abfertigung im ehemaligen Flughafenhotel erfolgte noch durch sowjetisches Personal. Schon zuvor wurden Flüge der Aeroflot, LOT und ČSA von und nach Berlin-Schönefeld ausschließlich von sowjetischem Personal abgefertigt.
| Betriebs- jahr | Fluggast- aufkommen | Luft- fracht (t) | Flugbe- wegungen |
| -------------- | ------------------- | ---------------- | ---------------- |
| 1925           |                     |                  | 16.399           |
| 1926           |                     |                  | 4.957            |
| 1929           |                     |                  | 18.658           |
| 1930           |                     |                  | 21.891           |
| 1931           |                     |                  | 28.496           |
| 1937           |                     |                  | 68.117           |
| 1940           |                     |                  | 25.527           |
| 1943           |                     |                  | 45.559           |
| ∗ 1950         | 784                 | 14,6             | 57               |
| ∗ 1951         | 600                 | 18,2             | 96               |
| ∗ 1952         | 554                 | 9,6              | 49               |
| ∗ 1953         | 1.988               | 20,0             | 62               |
| ∗ 1954         | 2.553               | 12,7             | 79               |
| ∗ 1955         |                     |                  | 99               |
| ∗ 1956         | 5.576               |                  | 232              |
| 1961           | 48.407              |                  |                  |
| 1962           | 47.381              |                  | 3.336            |
| 1963           | 41.803              |                  | 2.313            |
| 1964           | 52.925              |                  | 2.598            |
| 1965           | 66.005              | 285,0            | 2.663            |
| 1966           | 57.369              | 220,0            | 2.063            |
| 1967           | 61.423              | 166,5            | 1.993            |
| 1968           | 78.833              | 418,6            | 2.618            |
| 1969           | 80.594              | 249,6            | 2.603            |
| 1970           | 62.120              | 235,2            | 2.192            |
| 1971           | 55.092              | 238,0            | 2.280            |

Zur Frühjahrsmesse 1950 durfte der Platz dann unter Leitung deutscher Fachleute genutzt werden, allerdings waren Landungen nur bei Tag gestattet, Nachtflüge mussten auf Berlin-Schönefeld ausweichen.
Nach der Gründung der DDR verfügte am 3. Februar 1950 die Sowjetische Kontrollkommission (SKK) die Übergabe des Platzes an die DDR-Behörden. 1951 wurde der Messeflugverkehr offiziell wieder aufgenommen, dazu wurde das Abfertigungsgebäude provisorisch instand gesetzt. Bis 1955 wurden die Anlagen in Mockau nur zweimal jährlich als Messeflugplatz genutzt, da die Lufthoheit erst am 7.Januar 1957– jedoch streng begrenzt– von den sowjetischen Streitkräften an die DDR überging.
Seit 1952 gab es erste Flugsportaktivitäten in Mockau.  Die FDJ errichtete eine Segelfliegerstation, der später eine Segelflughalle folgte. In Mockau fanden die ersten Flugtage der Segelflieger statt, die Wilhelm Pieck am 1.Juni 1952 besuchte.

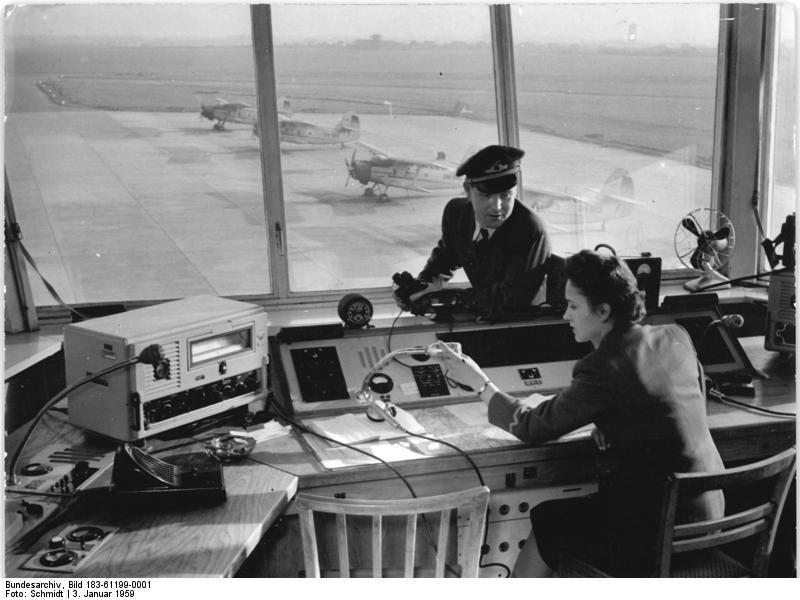
Im Tower des Flughafens Leipzig-Mockau, 1959

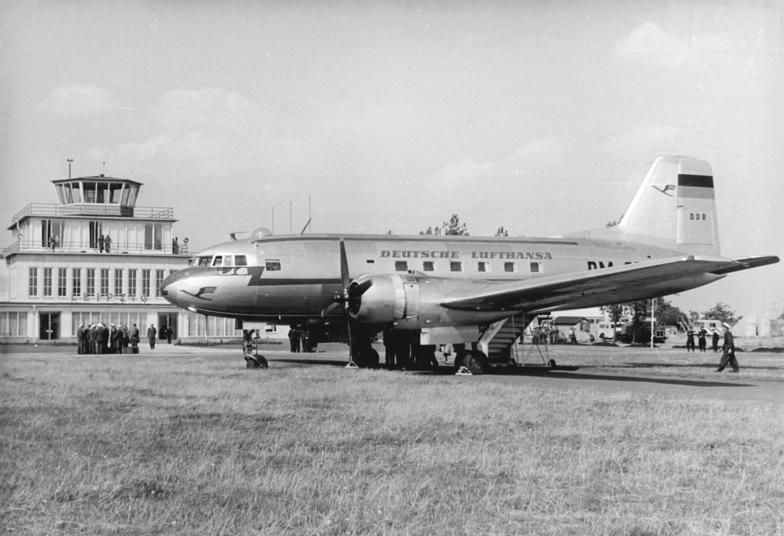
Eröffnung der Messe-Fluglinie Berlin–Leipzig zur Herbstmesse am 30. August 1956; im Hintergrund das 1955 umgebaute Abfertigungsgebäude

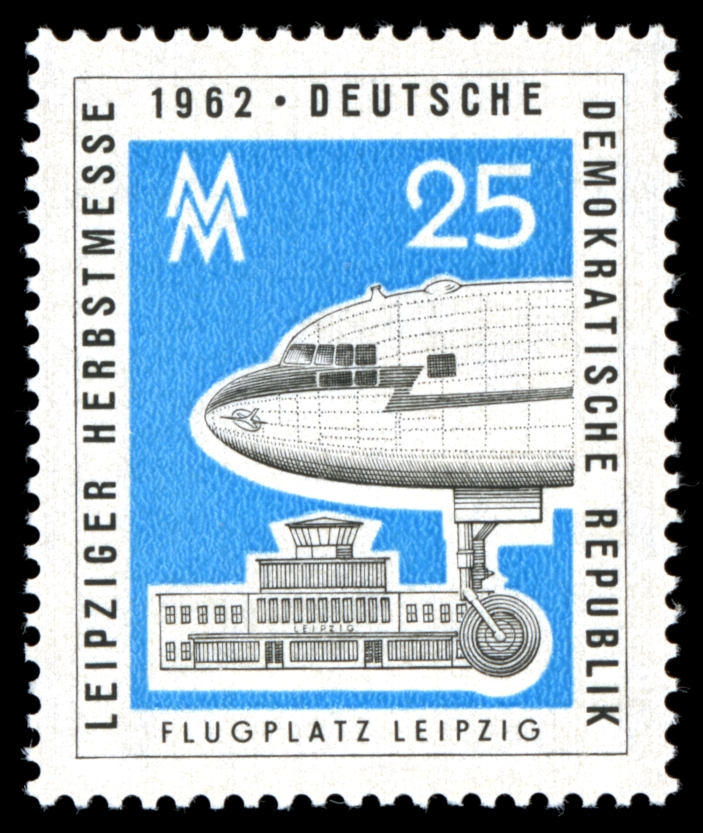
Sonderbriefmarke zur Leipziger Herbstmesse 1962 (letztmalige Nutzung als Messeflughafen)

Für eine Erweiterung des Flughafens entstanden 1954 Pläne für die Verlängerung der Start- und Landebahn mit einer 400 m langen Autobahn-Unterführung, einer zweiten Start- und Landebahn in einem Winkel von 45° zur bereits vorhandenen, sogar einer dritten Start- und Landebahn. Ausgeführt wurde keines dieser Projekte. Im Jahre 1955 wurde jedoch das Verwaltungsgebäude von 1929 zu einem modernen Passagierabfertigungsgebäude mit Schalterhalle, Transitraum, Zoll- und Gepäckabfertigung umgebaut. Auf die Dachterrasse wurde eine zusätzliche Etage mit Räumen für die Flugsicherung und einem rundum verglasten Kontrollturm (Tower) gebaut. Das ehemalige Fliegerheim in der Dübener Landstraße 100 wurde in den 1950er Jahren zur HO-Gaststätte und 1961 zum Mitropa-Betrieb Flughafen-Restaurant Leipzig-Mockau mit 70 Plätzen im Gastraum und 250 Plätzen im Saal.
Zur Frühjahrsmesse 1956 nahm die Deutsche Lufthansa der DDR auf der Strecke Leipzig–Berlin-Schönefeld den Messesonderverkehr auf. Nach dem Abschluss der Ausbaumaßnahmen wurde am 16. Juni 1957 der Flughafen Mockau als ständiger Flughafen von Leipzig in das Flugstreckennetz einbezogen und offiziell der Inlandflugverkehr auf sieben Strecken zwischen Berlin-Schönefeld, Leipzig, Dresden, Erfurt und Barth eröffnet.
Im Sommer 1958 begann die „Gruppe Wirtschaftsflug“ der Deutschen Lufthansa mit den Vorarbeiten für den Bau einer Werfthalle für die Reparatur von Agrarflugzeugen nördlich der Anlagen des Verkehrsfluges. Die Werft wurde am 29. Juni 1963 eingeweiht. In den folgenden Jahren wurden ein Sozialgebäude, ein Zolllager, eine Heizungsanlage, eine Werfthalle für den Agrarflug, die Vor- und Haupteinflugzeichen für das Instrumentenlandesystem und eine Pistenbefeuerung errichtet. Außerdem wurde von April bis Juni 1960 die Start- und Landebahn auf 1300 m verlängert. Eine nochmalige Verlängerung auf 1560 m fand von Oktober 1963 bis Mai 1964 statt. Die Neubauabschnitte waren 45 m breit. Für moderne Strahlflugzeuge war die Bahn jedoch weiterhin zu kurz. Deshalb wurde im März 1963 der instand gesetzte heutige Flughafen Leipzig/Halle in Schkeuditz zum Messeflughafen Leipzig. Am 10. September 1962 fand mit dem Start einer Convair CV-340 der KLM der letzte Messeflug in Mockau statt. Damit verlor der Flughafen Mockau seine Zulassung als Verkehrsflugplatz.
Vom 24. Juli bis 6. August 1966 fand in Mockau die VIII. Weltmeisterschaft im Fallschirmspringen statt, veranstaltet vom Aeroklub der DDR. Am 20. Juli 1969 fand anlässlich des V. Deutschen Turn- und Sportfestes eine Großflugschau der GST statt.
Am 1. Januar 1969 wurde in Mockau der fünfte Agrarflugstützpunkt der DDR in Betrieb genommen, der Betriebsteil 4 Süd mit den Staffeln Leipzig und Dresden (Sitz: Kesselsdorf) der Forststaffel (Sitz: Erfurt) und der zentralen Werft Leipzig. In der am 12. Juni 1977 eingeweihten Betriebsakademie erfolgte unter anderem eine Ausbildung von Agraringenieuren sowie Flugzeugführern und Stationsmechanikern des Agrarflugs.
Bevor am 19. Mai 1972 der Flughafen Leipzig in Schkeuditz den ganzjährigen Betrieb als Verkehrsflughafen aufnahm, startete das letzte Linienflugzeug in Mockau am 6. März 1972. Der Flughafen firmierte fortan als Interflug – Betrieb Agrarflug Leipzig, ein Teil des Geländes an der Friedrichshafner Straße wurde von der GST als Sportflugplatz genutzt.
Während der Leipziger Messe diente das Empfangsgebäude als „Meldestelle Leipzig-Mockau“ der Anmeldung von mit Kraftfahrzeug eingereisten westdeutschen Messegästen.

## Einstellung des Flugbetriebs und Bebauung
Am 18. August 1990 erfolgte die Zulassung des Flughafens Leipzig-Mockau als Internationaler Verkehrslandeplatz mit dem Schwerpunkt Abfertigung und Wartung von Geschäfts- und Sportflugzeugen sowie Flugzeugen mit bis zu 40 Passagieren. Bereits am 31. Mai 1991 wurde der Flughafen jedoch für Starts und Landungen gesperrt. Flugbewegungen mit Ausnahmegenehmigungen gab es noch bis zum Spätherbst 1991.

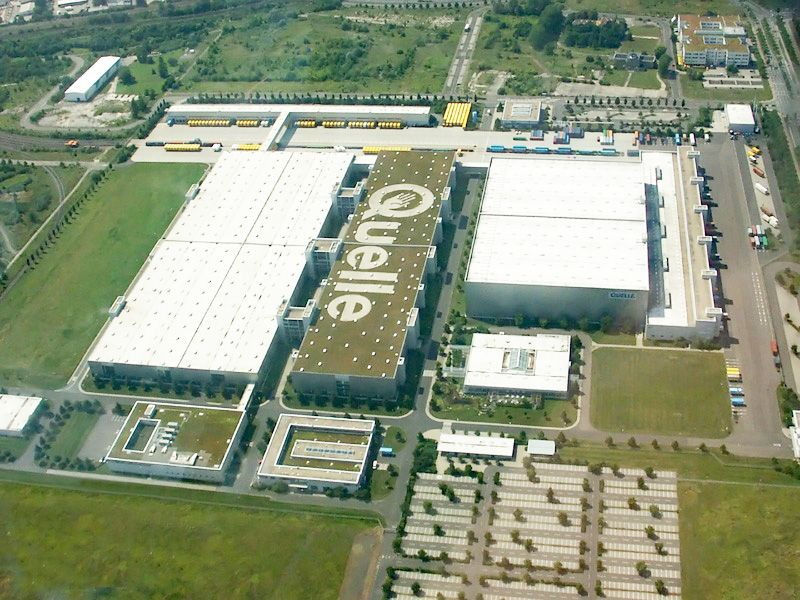
Das ehemalige Quelle-Versandzentrum (2008); oben rechts sind die Reste des Flughafens zu sehen: hinter Bäumen das Flughafenhotel und rechts daneben das Abfertigungsgebäude mit einem kleinen Teil des Vorfelds

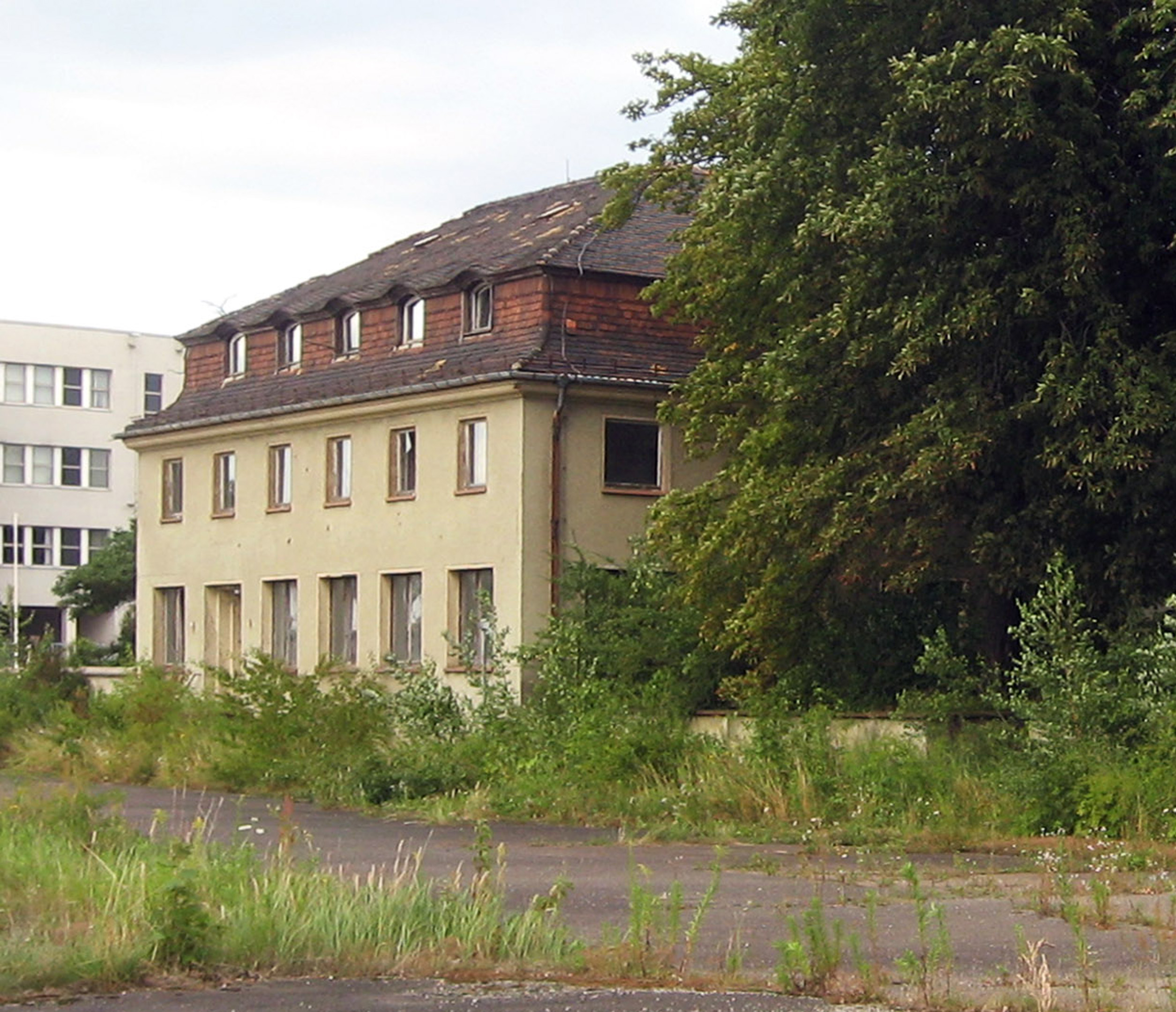
Ehemaliges Fliegerheim und Mitropa-Restaurant im Jahr 2011

Die Stadt Leipzig stellte die in ihrem Eigentum befindlichen Grundstücke für Ansiedlungen von Industrie und Gewerbe zur Verfügung. Am 18. Juni 1991 erfolgte auf dem Flughafengelände die Grundsteinlegung für das Versandzentrum des Versandhauses Quelle. Mit der Eröffnung der neuen Leipziger Messe auf Seehausener Seite war dann die Neubebauung des ehemaligen Flughafens abgeschlossen.
Im Februar 1995 nahm das Quelle-Versandzentrum seinen Betrieb auf, und 2003 wurde das 100 Millionste Paket versandt. Als 2009 die KarstadtQuelle AG in die Insolvenz ging, war auch das Versandzentrum betroffen. Das Objekt übernahm die Logistikpark Leipzig GmbH mit zunächst zwei Leipziger Gesellschaftern. Die installierten Anlagen wurden demontiert und Einzelvermarktung von Flächen beschlossen. Nach dem Einstieg von Investoren ab 2012 übernahm schließlich 2015 die DEMIRE Deutsche Mittelstand Real Estate AG das Gesamtpaket. Zu den wichtigsten Nutzern der Hallen gehören das Transport- und Logistikunternehmen DB Schenker, der Gebrauchtbuch- und Medien-Versandhändler Momox GmbH, wo in Europas größtem Lager für gebrauchte Bücher und Medienartikel auf mehr als 60.000 m² Lagerfläche über 900 Mitarbeiter beschäftigt sind und ein Standort der Neumann & Müller GmbH & Co. KG mit Veranstaltungstechnik für digitale Veranstaltungen oder hybriden Events.
An alter Bausubstanz sind gegenwärtig nur noch das ehemalige Fliegerheim von 1913 und das Abfertigungsgebäude mit Tower von 1929/1955 erhalten. Da sie nicht genutzt werden, sind die beiden Gebäude im Graf-Zeppelin-Ring 10 und 12 gegenwärtig dem Verfall preisgegeben.
Im Jahr 2013 wurden Pläne bekannt, die den Ausbau der historischen Flughafengebäude in ein Hotel beinhalteten. Die Anlage sollte ursprünglich Ende 2014 eröffnet werden. Nach ersten Aufräumarbeiten, die von Mitte 2013 bis Anfang 2014 auf dem 30.000 m² großen Areal stattfanden, sollte das verfallene Fliegerheim in das Projekt Zeppelin-Park einbezogen wird. Nicht erhalten werden kann der Holzboden im Festsaal des Fliegerheims. Räume für Tagungen sollte der ehemalige Tower des Flughafens bieten. Die Sanierung von Fassaden und Fenstern von ehemaligem Abfertigungsgebäude und Fliegerheim sollte im Frühjahr 2014 beginnen und ursprünglich 2017 abgeschlossen sein. Zwischen beiden Gebäuden war ein Hotel mit etwa 300 Zimmern einschließlich Boardinghouse-Apartments geplant. Bisher sind diese Pläne nicht ausgeführt worden.